# Ich heirate Herrn Direktor
Ich heirate Herrn Direktor ist eine österreichische Liebeskomödie aus dem Jahre 1959 von Wolfgang Liebeneiner mit der 19-jährigen Filmdebütantin Heidelinde Weis und Hans Söhnker als „Herr Direktor“ in den Hauptrollen. Co-Drehbuchautor Heinrich Krackhardt lieferte auch die Romanvorlage.

## Handlung
Die noch blutjunge, dunkelblonde Brigitte will etwas aus ihrem Leben machen und nicht ewig als Stenotypistin ihren Lebensunterhalt verdienen. Deshalb hat sie sich fest vorgenommen, ihren Chef, den graumelierten und deutlich älteren Direktor Georg Stahlmann zu ehelichen. Mit ihrem elfenhaften Jungmädchencharme und der ebenso notwendigen wie für Brigitte ziemlich kostspieligen Unterweisung, wie man aus einem übersprudelnden Wildfang eine echte Dame macht, geht sie ihr Ziel an – und anfänglich sogar mit einigem Erfolg. Direktor Stahlmann fühlt sich geschmeichelt, dass ein derart junges Mädchen Interesse an ihm zeigt. 
Um ihr kostspieliges Ziel umsetzen zu können, betätigt sie sich nebenbei als Fotografin und bringt sogar einen Juniorchef dazu, seine bereits bestehende Verlobung zu lösen. Doch dies ist auch mit allerlei menschlichem Unglück verbunden, und Brigitte muss erkennen, dass diese Form von Karriereplanung sie nur ins Abseits führen kann. Erst durch die Begegnung mit dem charmanten, jungen Franz Bogner wird Brigitte klar, worauf es im Leben wirklich ankommt. Beide verlieben sich ineinander, und dank der banalen Erkenntnis, dass Geld allein nicht glücklich macht, kommt es zwischen den jungen Liebenden zu einem filmgerechten Happy End. 

## Produktionsnotizen
Ich heirate Herrn Direktor entstand in der zweiten Jahreshälfte 1959 und wurde am 5. Februar 1960 in Wien uraufgeführt. Deutschlandpremiere war am selben Tag.
Richard Deutsch übernahm die Herstellungsleitung. Fritz Mögle und Heinz Ockermüller gestalteten die Filmbauten, Gerdago die Kostüme. Robert Fabiankovich war Requisiteur.
Neben Heidelinde Weis gab auch die 17-jährige Hannelore Auer ihren Einstand beim Film.

## Kritik
Im Lexikon des Internationalen Films heißt es knapp: „Ein Komödienstoff in Routineform.“